# Jeremy Boltus
Jeremy Boltus (né le 25 juin 1989 à Baldwinsville, New York) est un joueur professionnel de crosse évoluant au poste d'attaquant pour les Rattlers de Rochester en Major League Lacrosse. Il a été également été drafté en National Lacrosse League par le Swarm du Minnesota mais n'a jamais signé de contrat avec l'équipe.

## Carrière Universitaire
Boltus a réalisé sa carrière universitaire à l'Académie militaire de West Point.
L'école militaire n'était pas son premier choix. Il souhaitait intégrer l'Université de Syracuse. Pour avoir une chance d'être recruté, il particicpa à aux Empire Games, une série de matchs auxquels viennent assister chaque année les recruteurs des meilleures équipes universitaires. Il ne reçu jamais un seul coup de téléphone à la suite de cette participation. La faute à une erreur dans le numéro de téléphone qu'il donna lors de son inscription.
Après deux ans à West Point, Boltus avait l'opportunité de partir à Syracuse. Il décida cependant de rester invoquant l'esprit l'équipe et d'unité qui le liait à ses coéquipiers de l'époque.
Boltus a joué 63 matchs universitaires dont 51 en tant que titulaire. Il a terminé sa carrière à la seconde place du record de points (214) et de passes (124) de l'équipe.
Il est également le second joueur de l'académie militaire à avoir atteint les finales du Tewaaraton Trophy qui récompense chaque année le meilleur joueur universitaire.

## Carrière Professionnelle
Boltus est drafté en 43e position de la draft 2011 de la MLL par les Nationals de Hamilton. Dès sa première saison, ses performances le propulsent en haut de l'affiche. Il termine meilleur marqueur de son équipe (19 buts) et est élu Rookie de l'année. 
En 2012, les Hounds de Charlotte, franchise nouvellement créée, font venir Boltus en Caroline du Nord en le sélectionnant en 2e place lors de l'expansion draft. Il joue 11 matchs avant qu'une blessure ne viennent interrompre sa saison. 
À la fin de la saison, il part en direction des Outlaws de Denver en échange de Peet Poillon, 3 fois All-Star.
Il reste deux ans sous contrats avec le club mais ne jouera pas durant sa deuxième année. En effet, au début de l'année 2014, Boltus, diplômé de l'Académie militaire de West Point, s'envole pour 9 mois en Afghanistan.
À son retour pour la saison 2015, il s'engage avec les Rattlers de Rochester. Il vient ajouter une menace supplémentaire à l'une des meilleures attaques de la ligue. Lors de cette saison, il participe à son premier All-Star Game. Il inscrit 6 buts durant la rencontre et est élu MVP du match.
En décembre 2015, à l'occasion de la MLL Supplemental Draft, il est sélectionné par le Blaze d'Atlanta en première position mais retourne dès le lendemain à Rochester dans un échange incluant 6 joueurs.